# Mistrzostwa Świata w Lekkoatletyce 2005 – skok o tyczce kobiet
Skok o tyczce kobiet – jedna z konkurencji rozgrywanych podczas lekkoatletycznych mistrzostw świata w 2005. Eliminacje odbyły się 7 sierpnia, a finał został rozegrany 10 sierpnia.
Do eliminacji zgłoszonych zostało 30 zawodniczek z 23 państw. Dwunastka lekkoatletek z najlepszymi wynikami w fazie eliminacji (lub tych, które osiągnęły rezultat co najmniej 4,45 m) awansowała do finałowej rywalizacji.
Zawody w tej konkurencji wygrała reprezentantka Rosji Jelena Isinbajewa. Drugą pozycję zajęła zawodniczka z Polski Monika Pyrek, trzecią zaś reprezentująca Czechy Pavla Hamáčková-Rybová.

## Wyniki

### Eliminacje
Grupa A
| Miejsce | Zawodniczka           | Państwo           | Wysokość (m) | Wysokość (m) | Wysokość (m) | Wysokość (m) | Wysokość (m) | Wynik końcowy | Uwagi |
| Miejsce | Zawodniczka           | Państwo           | 4,00         | 4,15         | 4,30         | 4,40         | 4,45         | Wynik końcowy | Uwagi |
| ------- | --------------------- | ----------------- | ------------ | ------------ | ------------ | ------------ | ------------ | ------------- | ----- |
| 1.      | Anna Rogowska         | Polska            |              |              | XO           | O            | O            | 4,45          |       |
| 2.      | Tatjana Połnowa       | Rosja             |              | XO           | O            | XO           | O            | 4,45          |       |
| 2.      | Jillian Schwartz      | Stany Zjednoczone |              | XO           | XO           | O            | O            | 4,45          |       |
| 4.      | Carolin Hingst        | Niemcy            |              | O            | XXO          | XO           | XXO          | 4,45          |       |
| 5.      | Vanessa Boslak        | Francja           |              | O            | O            | O            | XXX          | 4,40          |       |
| 6.      | Naroa Agirre          | Hiszpania         | O            | O            | O            | XXO          | XXX          | 4,40          | SB    |
| 6.      | Tracy O'Hara          | Stany Zjednoczone |              | O            | O            | XXO          | XXX          | 4,40          |       |
| 8.      | Janine Whitlock       | Wielka Brytania   |              | O            | XO           | XXO          | XXX          | 4,40          |       |
| 9.      | Kirsten Belin         | Szwecja           | O            | O            | XXX          |              |              | 4,15          |       |
| 9.      | Þórey Edda Elísdóttir | Islandia          |              | O            | XXX          |              |              | 4,15          |       |
| 9.      | Takayo Kondo          | Japonia           | O            | O            | XXX          |              |              | 4,15          | SB    |
| 12.     | Melina Hamilton       | Nowa Zelandia     | O            | XO           | XXX          |              |              | 4,15          |       |
| 13.     | Nataliya Mazuryk      | Ukraina           | XO           | XXO          | XXX          |              |              | 4,15          |       |
| 14.     | Kelsie Hendry         | Kanada            | XO           | XXX          |              |              |              | 4,00          |       |
| 14.     | Zhao Yingying         | Chiny             | XO           |              | XXX          |              |              | 4,00          |       |

Grupa B
| Miejsce | Zawodniczka            | Państwo           | Wysokość (m) | Wysokość (m) | Wysokość (m) | Wysokość (m) | Wysokość (m) | Wynik końcowy | Uwagi |
| Miejsce | Zawodniczka            | Państwo           | 4,00         | 4,15         | 4,30         | 4,40         | 4,45         | Wynik końcowy | Uwagi |
| ------- | ---------------------- | ----------------- | ------------ | ------------ | ------------ | ------------ | ------------ | ------------- | ----- |
| 1.      | Jelena Isinbajewa      | Rosja             |              |              |              | O            | O            | 4,45          |       |
| 1.      | Monika Pyrek           | Polska            |              |              | O            | O            | O            | 4,45          |       |
| 3.      | Gao Shuying            | Chiny             | O            | O            | XXO          | XO           | O            | 4,45          | SB    |
| 4.      | Dana Ellis             | Kanada            |              | O            | O            | XO           | XXX          | 4,40          |       |
| 4.      | Pavla Hamáčková-Rybová | Czechy            |              | O            | O            | XO           | XXX          | 4,40          |       |
| 6.      | Tatiana Grigorieva     | Australia         | XO           | O            | XO           | XO           | XXX          | 4,40          |       |
| 7.      | Fabiana Murer          | Brazylia          | O            | XO           | XO           | XXO          | XXX          | 4,40          | NR    |
| 8.      | Stacy Dragila          | Stany Zjednoczone |              | XO           | XXO          | XXO          | XXX          | 4,40          |       |
| 9.      | Anżeła Bałachonowa     | Ukraina           |              | XO           | XXX          |              |              | 4,15          |       |
| 9.      | Krisztina Molnár       | Węgry             | O            | XO           | XXX          |              |              | 4,15          |       |
| 9.      | Afroditi Skafida       | Grecja            | O            | XO           | XXX          |              |              | 4,15          |       |
| 12.     | Elisabete Ansel        | Portugalia        | O            | XXX          |              |              |              | 4,00          |       |
| 13.     | Teja Melink            | Słowenia          | XO           | XXX          |              |              |              | 4,00          |       |
| –       | Ana Fitidu             | Cypr              | XXX          |              |              |              |              | NM            |       |
| –       | Nadine Rohr            | Szwajcaria        | XXX          |              |              |              |              | NM            |       |

### Finał
| Miejsce | Zawodniczka            | Państwo           | Wysokość (m) | Wysokość (m) | Wysokość (m) | Wysokość (m) | Wysokość (m) | Wysokość (m) | Wysokość (m) | Wysokość (m) | Wynik końcowy | Uwagi |
| Miejsce | Zawodniczka            | Państwo           | 4,00         | 4,20         | 4,35         | 4,50         | 4,60         | 4,70         | 4,75         | 5,01         | Wynik końcowy | Uwagi |
| ------- | ---------------------- | ----------------- | ------------ | ------------ | ------------ | ------------ | ------------ | ------------ | ------------ | ------------ | ------------- | ----- |
| 01 !    | Jelena Isinbajewa      | Rosja             |              |              |              | O            | O            | O            |              | XO           | 5,01          | WR    |
| 02 !    | Monika Pyrek           | Polska            |              | O            | O            | XO           | O            | XX-          | X            |              | 4,60          |       |
| 03 !    | Pavla Hamáčková-Rybová | Czechy            |              | XO           | O            | O            | XXX          |              |              |              | 4,50          |       |
| 4.      | Tatjana Połnowa        | Rosja             |              | O            | O            | XXO          | XXX          |              |              |              | 4,50          | SB    |
| 5.      | Gao Shuying            | Chiny             | XO           | O            | XO           | XXO          | XXX          |              |              |              | 4,50          | SB    |
| 6.      | Dana Ellis             | Kanada            |              | O            | O            | XXX          |              |              |              |              | 4,35          |       |
| 6.      | Anna Rogowska          | Polska            |              |              | O            | XXX          |              |              |              |              | 4,35          |       |
| 8.      | Vanessa Boslak         | Francja           |              | XO           | XO           | XXX          |              |              |              |              | 4,35          |       |
| 9.      | Naroa Agirre           | Hiszpania         | O            | O            | XXO          | XXX          |              |              |              |              | 4,35          |       |
| 10.     | Carolin Hingst         | Niemcy            | XO           | O            | XXO          | XXX          |              |              |              |              | 4,35          |       |
| 11.     | Jillian Schwartz       | Stany Zjednoczone |              | XO           | XXX          |              |              |              |              |              | 4,20          |       |
| 12.     | Tatiana Grigorieva     | Australia         | O            | XXX          |              |              |              |              |              |              | 4,00          |       |
| –       | Tracy O'Hara           | Stany Zjednoczone |              | XXX          |              |              |              |              |              |              | NM            |       |